# Radix (roman)
Pour les articles homonymes, voir Radix.
Radix (titre original : Radix) est un roman de science-fiction post-apocalyptique de l'auteur américain A. A. Attanasio paru en 1981.

## Argument
Au XXXIVe siècle, dans un monde post-apocalyptique dégénéré, Sumner Kagan, un adolescent introverti, obèse et laid, mène une vie chaotique de tueur en série, assassinant de manière effroyable des voyous de sa ville de McClure. Il signe chacun de ses crimes « Sucrerat », en larges graffiti. Un jour pourtant, l'une de ses victimes lui arrache une poche de son pantalon et fait tomber un document permettant de l'identifier. Dès qu'il s'en rend compte, Sumner Kagan décide de quitter la ville pour échapper à la police.

## Présentation de l'œuvre
Radix, le premier roman d'A. A. Attanasio, est paru aux États-Unis en 1981, après quelques nouvelles de l'auteur publiées dans différentes anthologies. Radix est le premier volet d'un cycle romanesque qui compte quatre volumes : Radix (1981), In Other Worlds (1984),  L'Arc du rêve (Arc of the Dream) (1986) et The Last Legends of Earth (1989). Deux romans du cycle ont été traduits en français. Si l'auteur a originellement conçu le cycle comme une vaste œuvre d'art en quatre tableaux, chaque roman peut être lu indépendamment.
Radix se compose de trois parties (« Les Distors », « Les Voors », « Esprit-Dieu ») qui sont divisées en chapitres non numérotés et se terminent par un épilogue. Par ailleurs, le récit est augmenté d'appendices concernant la chronologie du monde de Radix, les biographies de quelques personnages-clés du roman et les définitions des termes spécifiques à l'univers du récit.
Le titre Radix, qui signifie racine en anglais (et en latin), renvoie à toute une réflexion philosophique et spirituelle sur ce qui est au fondement de l'existence humaine.

### Style
Le style d'A. A. Attanasio se caractérise par une écriture dense d'une grande richesse poétique, agrémentée de profondes réflexions philosophiques nuancées de mysticisme sur le sens et l'origine de la vie humaine.

### Genre
Si Radix est un roman de science-fiction qui se classe d'emblée dans le sous-genre de la S.F. post-apocalyptique, il puise son inspiration à des sources aussi variées que le roman initiatique, la philosophie grecque antique, les grands courants mystiques orientaux ou les concepts philosophiques plus récents, comme celui du « guerrier-voyageur » (chez Carlos Castaneda) ou de la littérature contemporaine (chez l'essayiste Kenneth Burke).
A. A. Attanasio réinvestit dans son roman le schéma narratif des récits légendaires qui opposent des dieux à des mortels. Le genre de la science-fiction permet alors à l'auteur de remplacer dans son imaginaire futuriste les dieux des anciennes religions par des êtres extra-terrestres qui jouent un rôle équivalent d'antagonistes et de révélateurs.L'auteur construit ensuite son récit autour d'une citation des anciens maîtres des Védas du monde indien : « Tout l'univers est à l'intérieur de nous. » De ce point de départ spirituel jaillit tout un univers de science-fiction, nourri des plus récentes recherches de l'époque en astrophysique, associant au mystère de l'être et de l'esprit la découverte des radiations cosmiques.
A. A. Attanasio s'inspire également de la structure fondamentale de l'Épopée de Gilgamesh, un récit mésopotamien, que l'auteur résume ainsi : « Deux tiers d'humanité, un tiers de divinité ». Ce schéma fondamental organise aussi bien le parcours psychologique du héros que la structure formelle du roman : les deux premières parties du romans traitent du devenir humain du héros, tandis que la dernière partie aborde la dimension cosmique et spirituelle de son cheminement.

## Résumé

### Chronique du monde de Radix
- 1981 : les premiers rayons d'une énergie cosmique issue d'un trou noir de Kerr atteignent la planète Terre et provoquent une vague de mutations génétiques qui touchent aussi bien la faune que la flore.

- 2009 : le gouvernement mondial le CERCLE (Centre d’Études et de Recherches pour la Coordination des Luttes contre l'Entropie), un groupe de chercheurs chargés d'étudier et de proposer des solutions aux modifications morphologiques massives induites par les rayons cosmiques. Inaptes au travail, les êtres humains de plus en plus dégénérés sont remplacés par les Yoplas, des simiens biofabriqués.

- 2074 : une onde de forte gravité modifie le sens de rotation et l'orbite de la Terre, abolissant le champ magnétique de la planète et provoquant de fortes tempêtes doublées de vents violents. La planète se désertifie, la population mondiale dégénère et diminue.

- 2113 : un flux d'énergie quantique provenant du trou noir de Kerr touche la planète Terre dénuée de champ magnétique. Le flux d'énergie amène sur Terre des êtres de pure énergie psychique qui investissent des corps humains pour survivre sur la Terre, les Voors. Certains humains génétiquement modifiés, les esprits-dieux, réussissent à canaliser le flux d'énergie psychique de l'univers et à modifier ainsi la réalité spatio-temporelle. Chaque esprit-dieu limite cependant le pouvoir psychique des autres.

- 2799 : les eo, les gardiens de l'esprit, créent pour les esprits-dieux une citadelle dénommée « Graal » sur l'ancien territoire de l'Amérique du Sud ainsi qu'une nouvelle civilisation basée sur la discrimination génétique, les Massebôth (ce qui signifie Piliers en hébreu). La société « Massebôth » est organisée autour de deux piliers : le pilier blanc de la sagesse et le pilier noir de la force armée. Les Distors, des humains génétiquement dégénérés, fuient les persécutions Massebôth et créent des communautés dans le désert. Cette année devient l'année 0 de la nouvelle ère du calendrier Massel.

- 2885 : l'un des esprits-dieux, le Delph, crée une Intelligence Autonome dénommée « Rubeus » pour administrer la forteresse de Graal et veiller sur le bon ordre de la société Massebôth, tandis que les esprits-dieux explorent psychiquement d'autres dimensions temporelles.

- 3300 : naissance de Sumner Kagan, le héros du roman.

### Communautés de Radix
Les différentes communautés décrites dans Radix sont :
- Devas : tourbillons d'énergie psychique ;

- Distors : après l'apocalypse, les radiations cosmiques ont modifié le patrimoine génétique de l'humanité, créant une forme aiguë de dégénérescence biologique. De là sont nés les « Distors », des êtres dégénérés souvent couverts d'écailles, à la peau diaphane et aux yeux vides.
  - Profonds: Distors doués de télépathie ;
  - Dorgas : Distors criminels, enfermés dans des fosses et affublés de « télébrides » implantées dans la boîte crânienne qui leur embrume l'esprit, décuple leur force de travail et permettent aux autorités de leur faire accomplir des tâches d'intérêt général ;
  - Natifs : Distors asexués doués pour la télépathie ;

- Orts : hommes artificiels créés par les ingénieurs de l'éo, une puissante technocratie ;

- Raels : autre forme de vie, translucide et aérienne, créée par l'éo pour protéger les premières colonies ;

- Voors : êtres psychiques originaires d'une lointaine planète, Unchala, et qui communiquent par télépathie ;

- Yoplas : simiens bioprogrammés pour servir les humains, émancipés par le Delph et qui ont évolué en espèce à part entière ;

### Histoire du héros
Au XXXIVe siècle, dans un monde post-apocalyptique, Sumner Kagan, un adolescent introverti, obèse et laid, mène une vie chaotique de tueur en série, assassinant de manière effroyable des voyous de sa ville de McGlure. Il signe chacun de ses crimes « Sucrerat », en larges graffiti. Un jour pourtant, l'une de ses victimes lui arrache une poche de son pantalon et fait tomber un document permettant de l'identifier. Dès qu'il s'en rend compte, Sumner Kagan décide de quitter la ville pour échapper à la police.
Sumner Kagan cherche refuge chez Jeanlu, une femme voor qu'il avait fécondée à l'âge de onze ans, après avoir été enlevé à cause de la qualité exceptionnelle de ses gènes. De cette union hors du commun était né un fils, Corby, doué de pouvoirs parapsychiques étonnants lui permettant de communiquer avec l'univers et d'appréhender toute l'histoire des Voors, une race d'origine extra-terrestre. Mais en chemin, Sumner Kagan rencontre Nefandi, un assassin. À leur arrivée, ils découvrent une propriété à l'abandon et un petit garçon nu qui médite aux abords d'un étang. Grâce à son pouvoir psychique, Corby éloigne Nefandi l'assassin et tente de faire revivre sa mère Jeanlu en l'aidant à prendre possession de l'esprit de Sumner Kagan. Sumner réussit cependant à s'échapper et Corby le renvoie à McClure. De retour à son domicile, Sumner Kagan est dénoncé à la police par Zelda Kagan, sa mère.
Son arrestation déchaîne la vindicte des forces de police qui menacent de le lyncher pour toutes les victimes occasionnées par les émeutes qui faisaient suite à chacun de ses meurtres. Il est sauvé in extremis par le chef de police Anareta. Sumner Kagan est maintenu en vie à cause de son patrimoine génétique exceptionnel, mais se retrouve incarcéré à « Bidoche », un camp militaire perdu dans la jungle, dirigé par le cruel Broux. Les corvées éprouvantes et l'entraînement forcé que Sumner Kagan subit au camp militaire affinent sa silhouette et musclent son corps, faisant de lui un athlète d'exception. Au sommet de sa forme physique, Sumner finit par assassiner Broux par vengeance et maquille son meurtre en accident. Quelques jours plus tard, il est recruté par deux Rangers et suit un entraînement intensif de survie dans un marécage, sous les ordres d'un cul-de-jatte Distors dénommé Mauschel.
Quand il est enfin admis parmi les Rangers, Sumner Kagan est chargé d'une mission de routine : assassiner un groupe de Voors qui doit débarquer sur une plage de la côte. Au moment où le Ranger tire à bout portant dans un étrange cocon apporté par les Voors qu'il a massacrés, des projections acides lui balafrent le visage et l'esprit de Daï Bodatta qui était enfermé dans le cocon pénètre en lui. Sumner Kagan n'est alors plus le même et perd peu à peu la maîtrise de son corps et de sa vie, errant dans le désert sous l'influence de l'esprit Voor qui l'habite. Son errance semi-consciente le mène dans le désert de Skylonda Aptos, puis au village serbota de Miramol, où les habitants Distors l'appellent « Face de Lotus ». Il fait bientôt la connaissance du chasseur et guerrier Croc Ardent, du natif Dérive et de l'esprit-dieu Râclos qui le libère provisoirement de l'influence de l'esprit de Daï-Bodatta en échange d'une année complète à son service. Râclos lui révèle qu'il est l'eth, l'entité négative d'un autre esprit-dieu, celui qui dirige les Masseboth, le Delph. Sumner Kagan découvre alors le sens de sa vie et la voie de sa destinée : détruire le Delph qui fait régner sur Terre une infâme tyrannie, persécutant et assassinant les Voors. L'initiation de Sumner Kagan le mène chez les Yoplas de la forêt, où il fait pour la première fois la pleine expérience de la communion psychique avec le tout de l'univers.
Une année plus tard, Sumner Kagan, Croc Ardent et Dérive, découvrent le cadavre de Râclos dans les montagnes, alors que le village serbota se fait sauvagement attaqué par Nefandi, le tueur-à-gages. Kagan finit par tuer Nefandi qui lui révèle avoir été envoyé par Rubeus, l'Intelligence Autonome créée par le Delph pour le seconder. Peu après, les soldats des Massebôth envoyés par Rubeus arrêtent l'ancien Ranger pour désertion, mais Sumner réussit une nouvelle fois à s'échapper. L'esprit de Corby, toujours tapi au fond de la conscience de Sumner Kagan, lui raconte alors l'histoire du Delph depuis les origines. Le Delph était au départ un pilote stratosphérique israélien dénommé Jac Halevy-Cohen. Né avec un lobe frontal supplémentaire, aidé par les travaux scientifiques d'Assia Shambava, il réussit à capter les radiations cosmiques qui balayaient la planète Terre et à communiquer avec l'univers. Il était devenu un esprit-dieu.
Sumner Kagan retombe entre les mains des forces Massebôth et se retrouve au fond d'un cratère volcanique, torturé avec d'autres distors. Lorsqu'il reconnaît le natif Dérive arrêté et crucifié, il le sauve et les deux personnages s'enfuient. Dans la plaine qui s'étale sous leurs yeux, les troupes Massebôth se concentrent massivement dans la perspective d'une invasion imminente. Sumner Kagan et Dérive engagent alors leur ultime mission : se rendre à la forteresse du Graal afin d'anéantir le Delph et Rubeus. Après quelques revers douloureux, Sumner et Dérive réussissent à détruire l'enveloppe corporelle de Rubeus, aidés par un écran qui empêche l'Intelligence Autonome d'utiliser le pouvoir des rayonnements cosmiques. Rubeus se révèle être le véritable tyran, victime d'une folie mégalomaniaque nourrie par les pouvoirs exorbitants que le Delph lui avait confiés. Le Delph, en revanche, apparaît comme un être faible, perdu dans un monde psychique infini. Grâce à l'écran anti-rayonnement cosmique, le Delph retrouve sa personnalité humaine et redevient Jac Helavy-Cohen. Il se joint alors à Assia Shambava et tous deux partent dans une autre dimension de l'espace-temps à bord d'un étrange astronef. Sumner Kagan, successeur officiel du Delph, confie les rènes du pouvoir temporel au colonel Anareta et lui enjoint de prêcher la tolérance entre les peuples.

### Personnages
Les personnages sont classés par catégorie, puis par ordre alphabétique au sein de chaque catégorie :
Esprits-dieux
- Jac Halevy-Cohen, stratopilote de l'armée israélienne, né avec un lobe frontal supplémentaire, futur Delph ;
- Nobu Niizeki, directeur du CERCLE ;
- Assia Shambhava, chercheur du CERCLE, psychobiologiste responsable du cas Jac Halevy-Cohen ;

Orts
- Nefandi, ort créé par le Delph, tueur de voors ;

Distors
- Croc Ardent, distors de la tribu des Serbota, possesseur d'un patrimoine génétique presque intact lui permettant d'assumer le rôle de reproducteur ;
- Dés, codétenu de Sumner Kagan au camp militaire de Bidoche ;
- Kempis, membre du Pilier blanc, érudit ami du Chef Anareta ;
- Mauschel, Ranger cul-de-jatte, instructeur de Sumner Kagan ;
- Orpha, Mère, conseiller spirituel de la tribu des Serbota ;
- Dérive, Natif, compagnon de Croc Ardent ;
- Anareta, chef de la police du Pilier noir, possesseur d'une carte blanche ;
- Broux, directeur du camp militaire de Bidoche ;
- Parlan Camboy, riche armateur de McClure, trafiquant malhonnête et victime de Sumner Kagan ;
- Gage, Ranger recruteur ;
- Ignatz, Ranger recruteur ;
- Klaus Kagan, défunt père de Sumner Kagan ;
- Zelda Kagan, mère de Sumner, voyante ;
- Johnny Yesterday, vieil homme recueilli par Zelda Kagan, doué du talent de télékinésie ;

Voors
- Clochan, voor disciple de Corby ;
- Corby Daï Bodatta, esprit-dieu, fils de Sumner Kagan et de Jeanlu ;
- Jeanlu, femme voor fécondée par Sumner Kagan à l'âge de onze ans, mère de Corby ;
- Sumner Kagan, personnage obèse et laid, génétiquement sain, qui se complaît dans le meurtre ;
- Lul, amie de Jeanlu ;
- Tala, accompagnatrice du cocon de Corby Daï Bodatta.

Yoplas
- Râclos, Yopla hors programme, dernier maître de Sumner Kagan avant sa confrontation au Delph.

## Commentaires

### Science et fiction
A. A. Attanasio a choisi comme point de départ scientifique le phénomène des collapsars et des trous noirs, en particulier le Trou noir de Kerr, pour ouvrir le monde terrestre décrit dans Radix sur un univers multidimensionnel, le multivers. L'auteur utilise le trou noir pour faire voyager d'une dimension à l'autre des rayons cosmiques doués d'une forme évoluée de psychisme. Les radiations cosmiques prennent dès lors un tour spirituel, ce qui permet à l'auteur d'inventer un peuple intelligent fait de particules de lumière, les Voors.
L'auteur utilise également les recherches sur l'aura de Semyon Kirlian pour dépeindre la qualité du rayonnement spirituel des différents personnages de son roman.

### Spiritualité de la lumière
Dans Radix, A. A. Attanasio développe une dimension réellement mystique de la lumière qui est présentée comme l'origine même de la vie et de la spiritualité. Au cours de son récit, l'auteur fait de nombreuses allusions aux grandes pensées mystiques qui avaient déjà développé en leur temps une thématique similaire associant la lumière à l'esprit : 
- Chandogya Upanishad, avec le concept de la lumière intérieure comme intimité du moi ;
- Al-Ghazali, chez qui tout se ramène à une gradation de lumière.

En évoquant également les travaux scientifiques d'Isaac Newton sur l'optique (« Opticks ») - qui stipulent que la lumière peut se transformer en un corps et inversement -, A. A. Attanasio indique la possibilité d'une rencontre spirituelle entre une forme ancestrale de mysticisme intuitif autour de la lumière et la science de l'époque moderne, depuis la naissance de l'optique jusqu'à la physique quantique.

### Culture philosophique
A. A. Attanasio fait preuve d'une vaste culture philosophique en nourrissant son style poétique de nombreuses citations érudites. Le lecteur entreprend ainsi avec le héros, Sumner Kagan, un véritable parcours initiatique dans l'histoire des idées spirituelles de l'humanité avec :
- la philosophie grecque antique du célèbre « en kai pan » définissant l'infini comme unité ;
- le Ka des anciens Égyptiens ;
- Maître Eihei Dogen, grand maître de la spiritualité zen ;
- l'Épopée de Gilgamesh ;
- des citations de Friedrich Nietzsche ;
- une citation de Geoffrey Chaucer, « tot passerat » ;
- le poète persan Jalal Ud Din Rumi ;
- Zoroastre et les Gāthās ;
- un texte copte de l'évangile de saint Thomas.

### Situation de l'œuvre en France
Si l'auteur et critique français Gérard Klein, à la lecture de Radix, avait prédit un brillant avenir à l'œuvre d'A. A. Attanasio, la comparant même au cycle Dune de Frank Herbert, seul un second roman d'A. A. Attanasio fut publié en France : L'Arc du rêve, en 1986, qui fut accueilli relativement froidement par la presse spécialisée à cause de sa trop grande complexité philosophique.

## Classique de la science-fiction
Ce roman a été classé parmi les classiques de la science-fiction dans les ouvrages de références suivants :
- Cité dans La Bibliothèque idéale de la SF (1988) ;
- Lorris Murail, Les Maîtres de la science-fiction, Bordas, coll. « Compacts », 1993 ;
- Bibliothèque idéale du webzine Cafard cosmique.

## Critiques spécialisées
- Bifrost no 41, janvier 2006 : Radix, (Terre de Brume, Coll. « Poussière d'Étoiles »), critique de Thomas Day ;
- Galaxies no 39, printemps en littérature : Radix, (Terre de Brume, Coll. « Poussière d'Étoiles »), critique de Pascal Patoz.